# 王元參
王元參（1572年—17世紀），字叔完，江西吉安府安福縣人，明朝、南明政治人物。

## 生平
王元參童年時已經以詩文聞名，到崇禎六年（1633年）中舉人，當時已經六十二歲，十三年（1640年）成特用出身，獲授永春知縣，其後罷歸回鄉，散盡家產不為子女籌劃，文章有《左傳》、《國語》、《國策》意味，老而彌堅。

## 引用
1. 1 2  乾隆《安福縣志·卷十一·人物志》：王元參，字叔完，髫年即以詩文名，崇正癸酉鄉舉，時年已六十二矣，授永春令，罷歸盡散家產不私為子計，文雅有左國筆意，老而彌工。 舊志
2. ↑  乾隆《安福縣志·卷八·選舉志》：崇正六年癸酉科鄉舉……王元參 庚辰特用進士……崇正十三年庚辰科魏藻德榜……是年欽賜史惇榜特用出身……王元參 有傳
3. ↑  錢海岳《南明史·卷四十八·列傳第二十四》：（隆武）時下游疆吏：……王元參，字叔完，安福人。崇禎十三年特用。永春知縣。